# Metropolitan Life North Building
Das Metropolitan Life North Building (kurz MetLife North Building), offiziell aber Eleven Madison, ist ein Art-déco-Hochhaus an der Madison Avenue in Manhattan, New York City. Gemeinsam mit dem benachbarten Metropolitan Life Tower, mit dem es einst mit einer Skybridge und einem Tunnel verbunden war, bildet es den Metropolitan Home Office Complex, der bis 2005 als Hauptsitz der Metropolitan Life Insurance Company (MetLife) diente.

## Lage
Das Bürogebäude befindet sich im Flatiron District in Midtown Manhattan an der Ostseite vom Madison Square. Es nimmt den gesamten Block zwischen 24th und 25th Street sowie Madison Avenue und Park Avenue South ein. Vor dem Gebäude liegt jenseits der Madison Avenue der Madison Square Park, dahinter kreuzen sich der Broadway und die Fifth Avenue. Nachbargebäude sind nördlich das Hochhaus Forty One Madison und südlich der Metropolitan Life Tower. Einen Block südlich befindet sich an der 23rd Street/Park Avenue South die Station 23rd Street der New York City Subway, die von der Linie  bedient wird.

## Geschichte
Das Metropolitan Life North Building wurde von Harvey Wiley Corbett und D. Everett Waid entworfen. Zuvor wurde bereits 1919 die auf dem Baugrund stehende und erst 1906 fertiggestellte, von Stanford White vom Architekturbüro McKim, Mead, and White entworfene Madison Square Presbyterian Church abgerissen. Der Baubeginn des ursprünglich geplanten 100-stöckigen Wolkenkratzers fand 1928 statt. Bei vollständiger Bauausführung wäre er das damals höchste Gebäude der Welt und hätte den 381 Meter hohen Empire State Building leicht übertroffen. Infolge der kurz darauf folgenden Weltwirtschaftskrise von 1929 (Schwarzer Donnerstag) und dem Zusammenbruch des Immobilienmarktes mussten die Pläne wegen Finanzschwierigkeiten geändert werden. Die neuen Pläne sahen nun ein 28-stöckiges Hochhaus vor. Bis 1932 war die östliche Hälfte des Gebäudes an der Park Avenue South fertiggestellt. In einer zweiten Bauphase wurde von 1938 bis 1940 die westliche Hälfte an der Madison Avenue erbaut. Das Hochhaus wurde 1950 nach einer dritten Bauphase mit einer endgültigen Höhe von 137,5 m (451 Fuß) und 30 Etagen fertiggestellt. An den vier Gebäudeecken befinden sich hohe reich verzierte Torbögen als Eingangsbereiche. Diese Torbögen und die für das heutige Gebäude mit 30 überdurchschnittlich vielen Fahrstühle zeugen noch von den einst geplanten 100 Stockwerken. 2020 wurde die Gebäudebrücke, die das Metropolitan Life North Building mit dem gegenüberliegenden Met Life Tower verband, abgerissen.
Obwohl der Bauplan zusätzliche Stockwerke ermöglicht hätte, gab es keine Pläne für eine Erweiterung, da Metropolitan Life den zusätzlichen Raum nicht mehr benötigte und der Baustil nicht mehr zeitgemäß war. Als Teil des Historic Districts „Metropolitan Life Home Office Complex“ wurde das North Building am 19. Januar 1996 in das National Register of Historic Places aufgenommen.
Eleven Madison beherbergt den nordamerikanischen Hauptsitz der Schweizer Großbank Credit Suisse, den US-Hauptsitz von Sony und das weltberühmte, mit 3 Michelin-Sternen ausgezeichnete vegane Restaurant Eleven Madison Park des Starkochs Daniel Humm.

## Ansichten

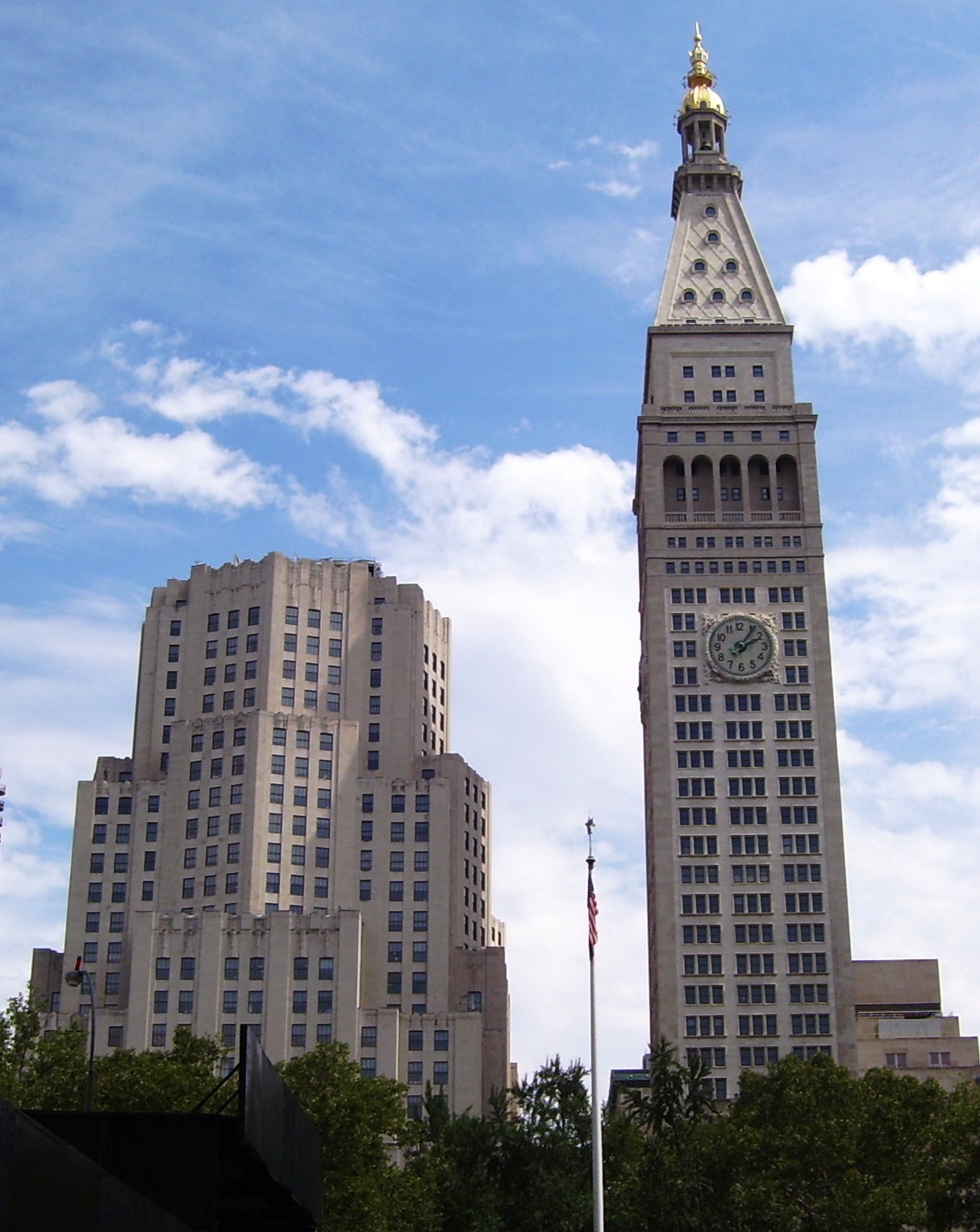
MetLife North Building (links) und der MetLife Tower
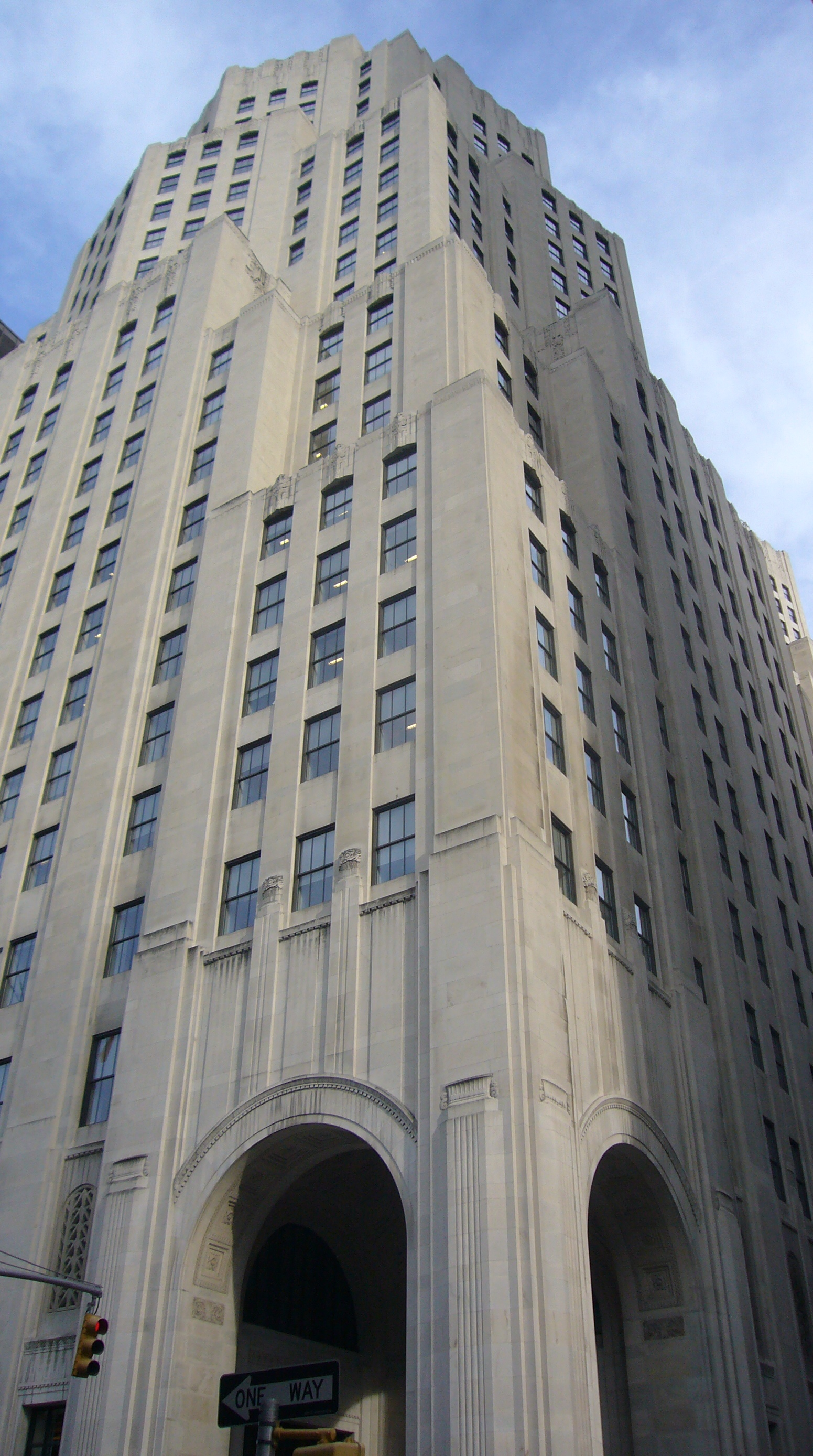
Vertikale Ansicht mit Blick auf die Rücksprünge (Setbacks)
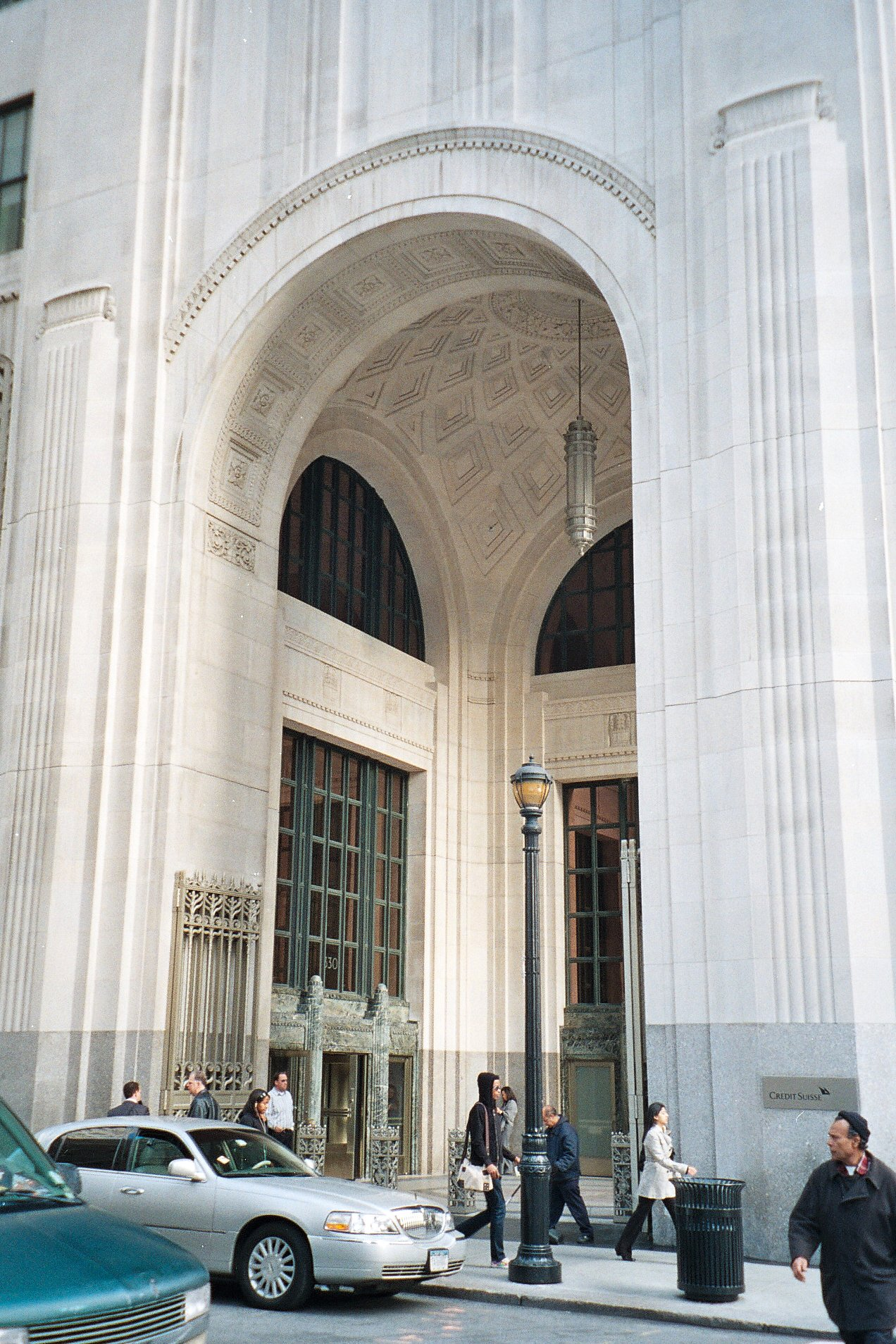
Einer der hohen Torbögen bei einem Eingangsbereich
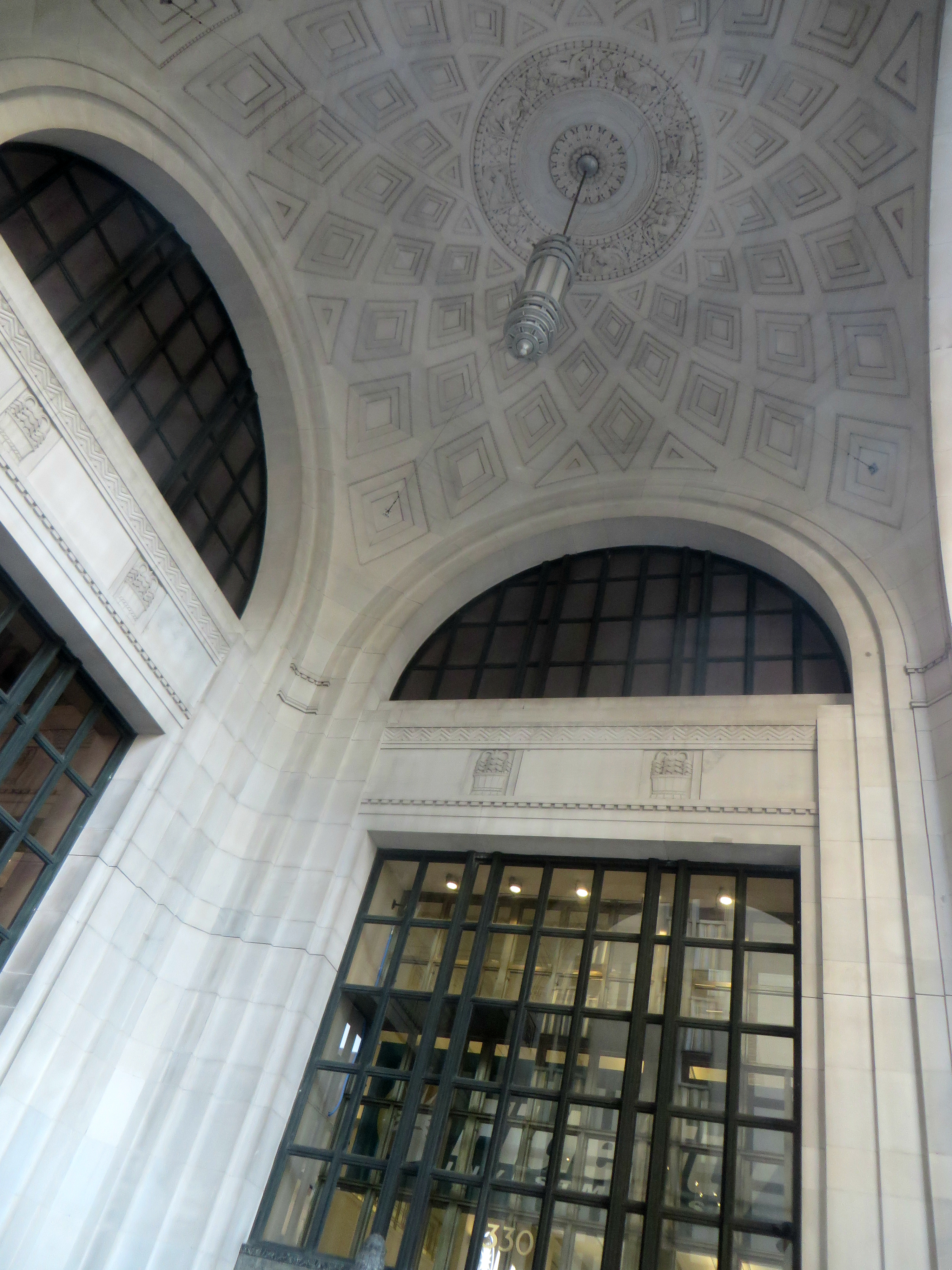
Die Kuppel in einem Eingangsbereich